# Huy MC
Huy MC, tên khai sinh Nguyễn Quang Huy, (sinh ngày 22 tháng 10 năm 1968 tại quận Hai Bà Trưng, Hà Nội), là một nam ca sĩ, nhạc công và MC hoạt động trong thập niên 90 tại Việt Nam và hiện vẫn đang chơi trống tại hải ngoại. Huy có một giọng hát trầm đẹp hiếm có tuy nhiên anh tự nhận chỉ là người dạo chơi trong ca hát. Huy MC được biết đến nhiều nhất và nổi tiếng cả nước với tư cách là chồng của nữ ca sĩ Thu Phương, đồng thời anh và Thu Phương đã trở thành cặp đôi vàng của nhạc nhẹ Việt Nam nửa cuối thập niên 90 với phong cách trẻ trung, năng động cũng như âm nhạc hướng ngoại.
Năm 2003, Thu Phương & Huy MC sang Mỹ cư trú và hoạt động nghệ thuật, họ gặp nhiều sóng gió và áp lực tại Hải ngoại cũng như tại Việt Nam. Cùng năm này, Phương và Huy chia tay để lại nhiều tiếc nuối cho người hâm mộ cả nước. Năm 2007, Huy MC lần đầu tiên về nước sau một thời gian sinh sống và lập nghiệp tại Hải Ngoại. Kể từ đó, anh về Việt Nam thường xuyên và xuất hiện bên cạnh người vợ thứ hai, là một công chức người Mỹ gốc Việt tên Bảo Quyên.
Hiện tại, Huy đang sống với vợ thứ hai và hai người con trai tại thành phố Irvine, California, Hoa Kỳ. Anh vẫn chơi trống tại Hải ngoại để duy trì đam mê âm nhạc đồng thời trở thành hàng xóm, và bạn tốt của ca sĩ Thu Phương.

## Tiểu sử
- 1968 - 1984: Học tập tại các trường THPT Trần Phú, THPT Hai Bà Trưng, Hà Nội
- 1985 - 1988: Học tập tại Học viện An Ninh, Việt Nam
- 1988 - 1990: Tham gia chơi trống và trở thành thành viên trong ban nhạc rock nổi tiếng Hà Nội "Tây Hồ".
- 1990 - 1993: Quen và yêu Thu Phương, thành viên hát chính trong ban nhạc, đồng thời bắt đầu hát bè và song ca với Thu Phương.
- 1993 - 1996: Kết hôn và có con trai Duy Hải với Thu Phương.
- 1997 - 2002: Thu Phương & Huy MC nổi tiếng cả nước và bắt đầu đi lên đỉnh vinh quang.[4] Có thêm con gái Thanh Thảo năm 1999.
- 2001 - 2002: Cùng Thu Phương thành lập Phương Huy MC Production.
- 2003 - 2005: Huy và Phương sang Mỹ, bị cấm hát tại Việt Nam và chia tay.[2]
- 2005 - nay: Kết hôn với Bảo Quyên, có hai người con trai, thường xuyên trở về Việt Nam thăm gia đình và tiếp tục duy trì đam mê âm nhạc với việc chơi trống tại hải ngoại.[2][3]

## Đóng góp nghệ thuật
- Huy có giọng trầm lạ, hiếm có giống với Thu Phương, cả hai đều ảnh hưởng rất nhiều từ lối hát phương Tây.
- Thời kì hoàng kim nhạc Việt thời Làn Sóng Xanh, Huy được đánh giá là một trong những chàng trai vàng của V-pop.[5]
- Ngoài hát và chơi trống, Huy còn làm MC cho rất nhiều chương trình ca nhạc. Cái tên Huy MC, cũng chính là từ nghề tay ngang này mà ra.
- Huy có ra một Album solo duy nhất tại Việt Nam phát hành năm 2000 với tên "Tiếng hát lạc loài", do Hãng Phim Trẻ phát hành.
- Còn lại, anh gần như đứng sau hỗ trợ và xuất hiện bên cạnh Thu Phương trên sân khấu, trên truyền thông cũng như tại hầu hết các sản phẩm âm nhạc của cô và những sản phẩm chung của cả hai người cho đến khi chia tay.[4]
- Huy hiện chỉ chơi trống cho một Hội quán Âm nhạc tại Irvine, California, Hoa Kỳ[2]

## Danh sách đĩa nhạc

#### Album phòng thu
- Có em tuyệt vời (1998)

#### Ca khúc
- "Tiếng hát lạc loài" (2000)

## Giải thưởng âm nhạc
| Năm  | Giải thưởng                                                                             | Kết quả   |
| ---- | --------------------------------------------------------------------------------------- | --------- |
| 1998 | Giải thưởng Top 10 ca sĩ được yêu thích nhất "Làn Sóng Xanh"                            | Đoạt giải |
| 2000 | Đôi song ca được yêu thích nhất trong năm do báo Hoa Học Trò bình chọn (với Thu Phương) | Đoạt giải |

## Gia đình
Huy có mẹ là nhà giáo, PGS Nguyễn Thị Thịnh.

## Đam mê
- Đam mê âm nhạc, tranh Phục Hưng, xe hơi.[2]
- Chơi trống và đồ điện tử như Blueray DVD hoặc 1080P HD LCD[8]
- Kinh doanh nhà hàng. Đã từng mở nhà hàng thức ăn nhanh tại Mỹ với tên “Soy - Coffee”, chứ không phải bán xôi như báo chí Việt Nam đăng tải.[2][3][9][10]

## Các tai tiếng
Huy từng có quan hệ ngoài luồng với ca sĩ Hồ Ngọc Hà, đó như là giọt nước làm tràn ly khiến cuộc hôn nhân có vấn đề từ trước giữa anh và Thu Phương đổ vỡ.